# Louis Chaleil
Louis Chaleil, né le 21 février 2006 à Beaumont, est un coureur cycliste français. Il est membre de l'équipe Decathlon AG2R La Mondiale Development.

## Biographie
Louis Chaleil est originaire de Beaumont, une localité située dans le département du Puy-de-Dôme. Très rapidement intéressé par le cyclisme, il commence à pratiquer ce sport dès son plus jeune âge. Sa première licence est prise à six ans dans un club de Gerzat,. Il poursuit sa progression au sein d'une structure implantée à Issoire. Avec cette formation, il se fait remarquer en enchaînant les succès dans des courses régionales. Il devient notamment double champion d'Auvergne-Rhône-Alpes chez les cadets, dans la course en ligne et le contre-la-montre. Grâce à ses performances, il intègre la réserve U19 d'AG2R Citroën en 2023, tout en restant licencié à Issoire. Il décroche sa première victoire au niveau international en s'imposant sur la version junior du Grand Prix de Plouay. 
Lors de l'année 2024, il obtient de nouveaux résultats dans des compétitions inscrites au calendrier de l'UCI. Bon rouleur, il gagne le contre-la-montre et le classement général de la Guido Reybrouck Classic. Peu de temps après, il s'impose sur l'épreuve chronométrée du Tour du Bocage et de l'Ernée 53. Il est néanmoins contraint à l'abandon dès le lendemain en raison d'une chute et d'une fracture de la clavicule, alors qu'il portait le maillot de leader. Deux mois plus tard, il effectue son retour à la compétition sur le Tour du Pays de Vaud, une manche de la Coupe des Nations Juniors. Sous les couleurs de l'équipe de France, il se classe quatrième du contre-la-montre inaugural. En septembre, il remporte le classement final du Keizer der Juniores. Il connait ensuite une nouvelle sélection en équipe de France pour disputer les championnats du monde, où il finit onzième du contre-la-montre juniors. Sa saison se conclut par une quatrième place au Chrono des Nations juniors. 
En 2025, il passe professionnel au sein de l'équipe continentale de Decathlon-AG2R La Mondiale. Comme le règlement le permet, il est promu à plusieurs dans l'effectif World Tour sur des courses françaises, où il accomplit un rôle d'équipier. Le 6 août, il monte sur le podium du championnat de France du contre-la-montre chez les espoirs.

## Palmarès
- 2021
  - Semaine Cantalienne
- 2022
  - Champion d'Auvergne-Rhône-Alpes sur route cadets
  - Champion d'Auvergne-Rhône-Alpes du contre-la-montre cadets
  - Champion du Puy-de-Dôme sur route cadets
  - Mini Tour Creusois
  - 5e manche du Trophée Madiot (contre-la-montre)
- 2023
  - Grand Prix de Plouay juniors
  - 2e du championnat de France du relais mixte juniors
- 2024
  - Guido Reybrouck Classic :
    - Classement général
    - 1re étape (contre-la-montre)

  - 2e étape du Tour du Bocage et de l'Ernée 53 (contre-la-montre)
  - À Travers le Beaujolais :
    - Classement général
    - 1re étape (contre-la-montre)

  - Classement général du Keizer der Juniores
  - 3e des Medzinárodné Tlmace a Podhajska
- 2025
  - 3e du championnat de France du contre-la-montre espoirs